# Szaleni
Szaleni (cz. Šílení) – czesko-słowacki film fabularny z 2005 roku w reżyserii Jana Švankmajera, zrealizowany na motywach opowiadań Edgara Allana Poego i markiza de Sade'a. Film został wybrany jako oficjalny kandydat Czech do Oscara dla najlepszego filmu nieanglojęzycznego, nie otrzymał jednak nominacji.

## Fabuła
Akcja filmu rozgrywa się w dziewiętnastowiecznej Francji. Młodego Jeana Berlota dręczy powtarzający się koszmarny sen. Z sennych koszmarów Berlota chce uzdrowić poznany przypadkowo nieznany człowiek, określający się jako Markiz. Berlot trafia do zamku Markiza i obserwuje orgie, urządzane przez gospodarza. Markiz radzi Berlotowi, aby ten udał się do szpitala dla psychicznie chorych, gdzie pracują osoby uczestniczące w zamkowych orgiach. W szpitalu Berlot poznaje Charlotte – pielęgniarkę i uczestniczkę orgii u Markiza. Od niej dowiaduje się, że rok wcześniej doszło do powstania wariatów, na czele którego stał Markiz.

## Obsada
- Jan Tříska jako Markiz
- Pavel Liška jako Jean Berlot
- Anna Geislerová jako Charlotte
- Jaroslav Dušek jako dr Murloppe
- Martin Huba jako dr Coulmiere
- Pavel Nový jako służący Dominik
- Stanislav Dančiak jako oberżysta
- Jiří Krytinář jako szaleniec
- Jan Švankmajer gra sam siebie
- Josef Kaspar jako erotoman
- Ctirad Götz jako Ostler
- Katerina Ruzicková jako pacjentka
- Iva Littmanová jako pacjentka
- Katerina Valachová jako pacjentka

## Produkcja
Okres zdjęciowy trwał 130 dni (w tym 65 dni pracy z aktorami), od października 2004 do maja 2005 roku. Zdjęcia kręcono na zamkach w miejscowościach Velké Březno i Peruc (kraj ustecki), Byšice (kraj środkowoczeski) oraz Lipnice nad Sázavou (kraj Wysoczyna). Wykorzystano także lokacje w Pradze (Cmentarz Małostrański) i okolicach (Slané, Knovíz i Jílové u Prahy w kraju środkowoczeskim).

## Nagrody i wyróżnienia
- Nagroda Czeski Lew
  - za najlepsze kostiumy (Eva Švankmajerová, Veronika Hrubá)
  - za najlepszy plakat filmowy (Eva Švankmajerová)